# 新造镇
新造鎮，目前是中华人民共和国广东省广州市番禺区下轄的一個乡镇級行政單位。位于番禺區東北部，珠江主航道橫貫全鎮，與广州大学城(小谷圍島)一江之隔，鎮内有地铁4号线、新化快速路、過江輪渡往返大學城。

## 行政区划
新造镇下辖以下地区：新造居委社區、谷圍新邨社區、崇德村、秀發村、曾邊村、南約村、北約村、東西莊村、思賢村、農場村、練溪村、郭塱村。

## 歷史
明景泰五年（公元1454年），在禮園鄉（今崇德村）旁邊築堤圍灘，將原小圩擴大，新建市集，名新造圩。
清代，新造爲番禺縣茭塘巡檢司駐地。一說位於今崇德村新華路的衙門街得名於番禺縣茭塘巡檢司的衙門（亦有說法是和民國時番禺縣署遷至其地附近有關)。
公元1918年（民國7年），廣州建市（之前有廣州府，但於清末撤銷），要將番禺縣的捕屬（位於廣州城內及城外周邊）及周邊範圍劃出一部分，作爲廣州市區。因此1931年（民國20年）番禺縣縣府駐地遷往新造。學者屈巨賢經考證，縣署原址位於今新造鎮省糧食倉庫。
1938年（民國27年）8月10日，侵華日軍進犯，作爲番禺縣府駐地的新造，遭日軍猛烈轟炸，幾成廢墟。
1945年（民國34年），抗戰勝利，縣府機構回歸，但新造（遭毀）已不能再作番禺縣縣府，縣府擇地遷址，最終選擇了市橋鎮。 新造亦因此成爲了番禺縣歷史上“最短命的縣府”。
1949年（民國38年）10月14日，解放軍進入廣州，新造進入中共統治時期，屬南西區轄下。
1952年，新造改屬南村區轄下。
1958年，改设新造公社。
1986年，復設新造鎮，屬番禺縣轄下。
1992年6月18日，新造镇改屬番禺市（縣級）轄下。
2000年7月10日，新造镇改屬番禺區轄下。
2003年1月21日，時任廣東省委書記張德江前往新造轄下有「新造糧倉」之稱的小谷圍島視察廣州大學城建設前期準備工作。
2004年9月29日，小谷圍街道辦事處正式掛牌成立，原屬新造鎮佔全鎮過半面積的小谷圍島正式脫離新造，新造成爲番禺區轄下面積最小的行政鎮。
2017年4月，廣州碧科智城開發建設投資有限公司競得“番禺區廣州國際創新城一期工程A地塊”（包含新造鎮轄下的曾邊村全村），思科（廣州）智慧城正式成立，曾邊村全村被分步驟拆遷並於同月27日舉行動工儀式。

## 古蹟
- 屈大均墓